# جيسي لونش فرنسيس
جيسي لونش فرنسيس (بالإنجليزية: Jesse Lynch Holman)‏ هو قاضي ومحامي وسياسي أمريكي، ولد في 24 أكتوبر 1784 في دانفيل في الولايات المتحدة، وتوفي في 18 مارس 1842.